# Markus Greiner
Markus Greiner (* 20. August 1973 in Hannover) ist ein deutscher Physiker und Hochschullehrer, der auf dem Gebiet der Quantenoptik arbeitet.
Greiner begann 1993 ein Studium der Physik an der Ludwig-Maximilians-Universität München. Seine Diplomarbeit verfasste er bei dem deutschen Physiknobelpreisträger Theodor Hänsch über das Thema "Transport von magnetisch gefangenen Atomen: Eine einfache Herangehensweise an Bose-Einstein-Kondensate". Seine Doktorarbeit, die sich ebenfalls mit Bose-Einstein-Kondensaten befasste, verfasste er 2003 ebenfalls unter Professor Hänsch.
Von 2003 bis 2005 war er als Wissenschaftler (Postdoc) am Joint Institute for Laboratory Astrophysics (JILA) an der University of Colorado in Boulder in der Arbeitsgruppe von Deborah Jin beschäftigt. Zusammen mit Cindy A. Regal gelang es ihnen, eines der ersten Fermionen-Kondensate zu erzeugen.
Im August 2005 wurde er Assistenzprofessor, 2010 Associate Professor und 2012 Professor für Physik an der Harvard University.

## Auszeichnungen
- 2004 Preis für die hervorragende Doktorarbeit im Bereich Atomare, Molekulare und Optische Physik der Amerikanischen Physikalischen Gesellschaft[1]
- 2004 William-L.-McMillan-Preis der University of Illinois at Urbana-Champaign[2]
- 2005 Otto-Klung-Weberbank-Preis[3]
- 2011 MacArthur Fellowship[4]
- 2013 I. I. Rabi Prize der APS[5]
- 2017 Fellow der American Physical Society[6]